# Плясово-Китаево
Пля́сово-Кита́ево — посёлок в Новоусманском районе Воронежской области.
Входит в состав Рождественско-Хавского сельского поселения.
Население — 2 жителя (2007).

## География
Расположено на границе с Орловским сельским поселением, в 32 км от Воронежа, в 6 км от центра поселения — села Рождественская Хава. Ближайший населённый пункт Плясово-Снежково.
Автобусное сообщение с Воронежем, через Новую Усмань. Село находится в 3 км от автодороги Р193 Воронеж — Тамбов. В посёлке располагается садоводческое товарищество.

## Климат
Климат умеренно континентальный. Количество осадков колеблется от 500 до 650 мм ртутного столба. Населенный пункт располагается  в лесостепной зоне.

## История
В 1859 году в посёлке было 5 дворов и проживало 62 человека. В 1900 году в селе проживало уже 203 человека в 35 дворах, имелось 2 кузницы и общественное здание. В 2000 году в селе проживало 4 жителя, в 2005 — 2, в 2007 — 2 человека.